# Skorarnar
Skorarnar è un rilievo alto 460 metri sul mare situato sull'isola di Sandoy, nell'arcipelago delle Isole Fær Øer, in Danimarca.